# Douglas TBD Devastator
El Douglas TBD Devastator fue un avión torpedero triplaza de la Armada de los Estados Unidos, ordenado en 1934, que voló en 1935 y entró en servicio en 1937. En ese año, fue considerado el torpedero más avanzado de la fuerza aérea. Sin embargo, el rápido ritmo de desarrollo de los aviones acabó con él, y en el momento del ataque japonés a Pearl Harbor, el TBD ya estaba obsoleto. Se desempeñó bien en algunas de sus primeras batallas, pero en la Batalla de Midway, los Devastator lanzados contra la flota japonesa fueron casi exterminados. El modelo fue inmediatamente retirado del servicio de primera línea, siendo sustituido por el Grumman TBF Avenger.

## Diseño y desarrollo

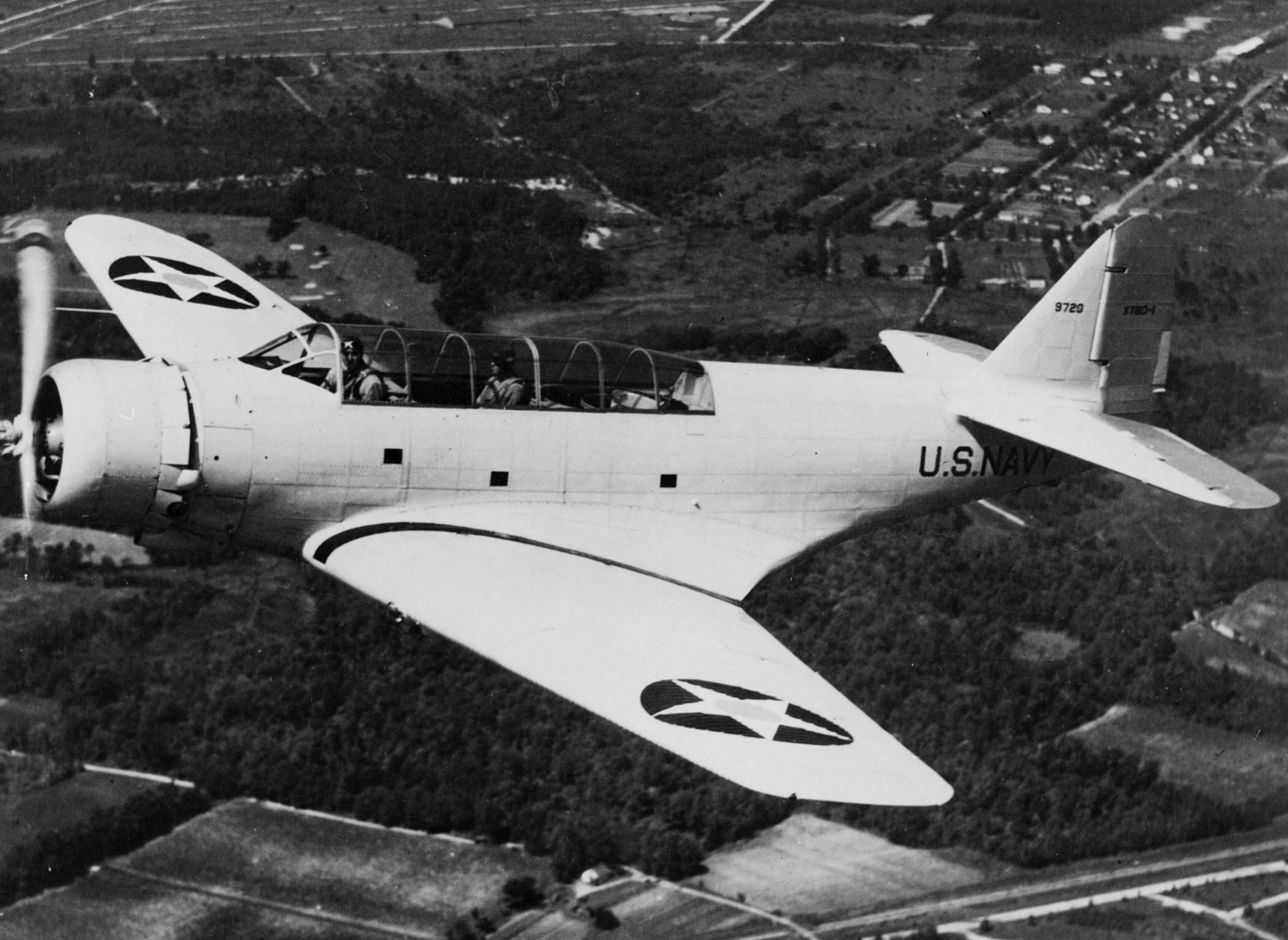
El XTBD-1 con la cubierta plana original en 1935.

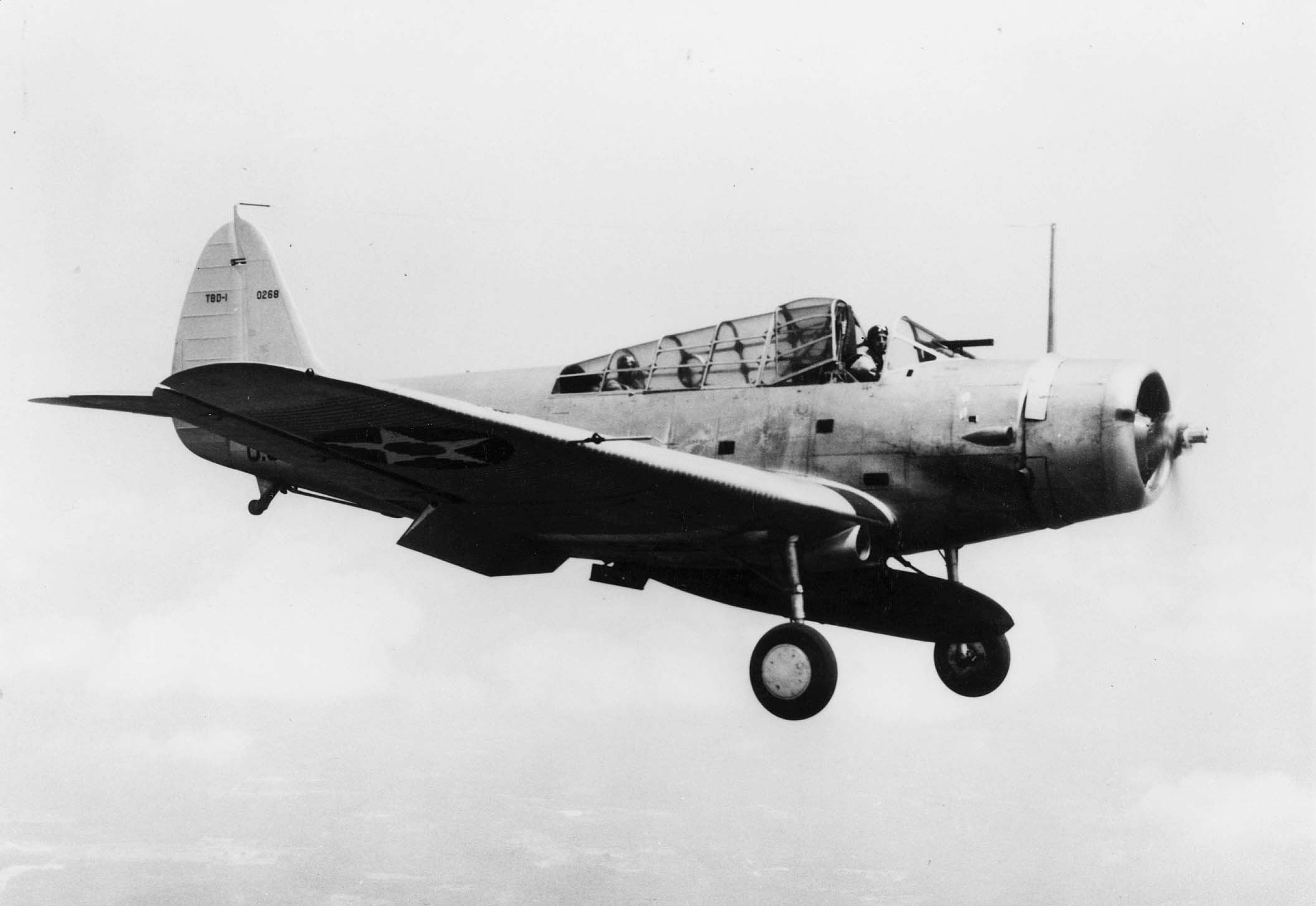
El primer TBD-1 de producción en 1937.

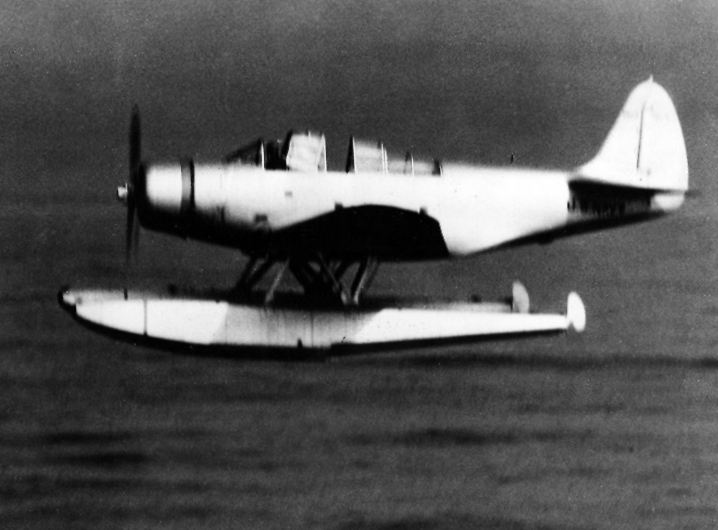
Un solo TBD-1A fue probado como hidroavión con flotadores.

El TBD Devastator marcó un gran número de "primeras veces" para la Armada estadounidense. Fue el primer monoplano basado en portaaviones ampliamente utilizado, así como el primer avión naval totalmente metálico, el primero con una cabina totalmente cerrada y el primero con alas plegables hidráulicamente (en estos aspectos el TBD Devastator era revolucionario). Estaba equipado con un tren de aterrizaje semi-retráctil, con las ruedas sobresaliendo 250 mm por debajo de las alas para permitir un aterrizaje con "ruedas arriba" que limitara los daños.
Los tres tripulantes se colocaban debajo de una gran cubierta de carlinga que parecía un gran "invernadero" de casi la mitad de la longitud de la aeronave. El piloto se sentaba en el puesto delantero, un artillero de cola/operador de radio ocupaba el asiento más retrasado, mientras que el bombardero ocupado el asiento central. Durante un bombardeo, el bombardero se colocaba boca abajo, deslizado por debajo del piloto, apuntando, a través de una ventana en la parte inferior del fuselaje, con una mira de bombardeo Norden.
El armamento ofensivo normal del TBD consistía en un único torpedo aéreo Bliss-Leavitt Mark 13 de 878 kg o una bomba de 454 kg, que se llevaba semi embutida en la bodega de bombas. El armamento defensivo consistía en una ametralladora Browning de 7,62 mm operada por el artillero trasero. Instalada en el lado de babor de la cubierta motor, había otra Browning de 7,62 mm o una Browning M2 de 12,7 mm.
Estaba propulsado por un motor radial Pratt & Whitney R-1830-64 Twin Wasp de 850 hp (630 kW).
Un total de 129 ejemplares de este modelo fueron comprados por la Oficina de Aeronáutica de la Armada de los Estados Unidos (BuAer), equipando los portaaviones USS Saratoga, USS Enterprise, USS Lexington, USS Wasp, USS Hornet, USS Yorktown y USS Ranger.
La Armada estadounidense se dio cuenta, alrededor de 1940, que el TBD había sido superado por los cazas y bombarderos de otras naciones, y que su sustituto, el Grumman TBF Avenger, se encontraba en desarrollo, pero no estaba aún en servicio cuando los Estados Unidos entraron en la Segunda Guerra Mundial. Para entonces, el desgaste producido por su uso había reducido su número a algo más de 10  aviones. El Devastator se había convertido en una trampa mortal para sus tripulaciones: lento y poco maniobrable, con armas ligeras defensivas pobres en relación con las armas de la época. Su velocidad de bombardeo en picado era de 322 km/h, lo que le hacía fácil presa para los cazas y la artillería antiaérea por igual. El torpedo aéreo ni siquiera se podía liberar a velocidades superiores a 185 km/h.
La Armada estadounidense asignó nombres populares a sus aviones a finales de 1941, y el TBD se convirtió en el Devastator.

## Variantes
XTBD-1
Prototipo equipado con un motor XR-1830-60 de 800vhp (600 kW), uno construido.
TBD-1
Variante de producción, equipado con un motor R-1830-64 de 850 hp (630 kW), 129 construidos.
TBD-1A
Un TBD-1 modificado con dos flotadores.

## Operadores
Estados Unidos
- Armada de los Estados Unidos[6]

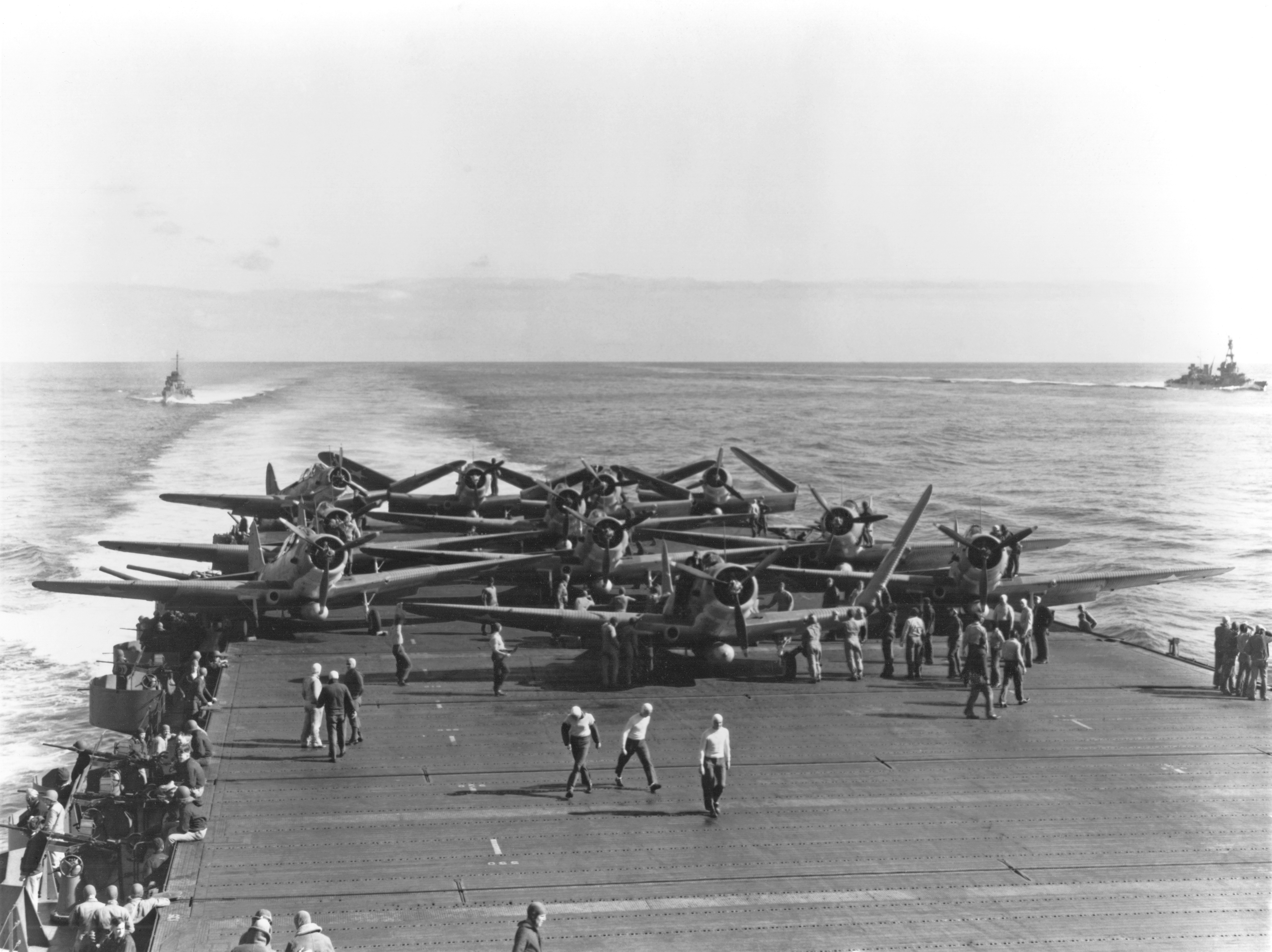
TBD del VT-6 en la cubierta del USS Enterprise, durante la batalla de Midway.

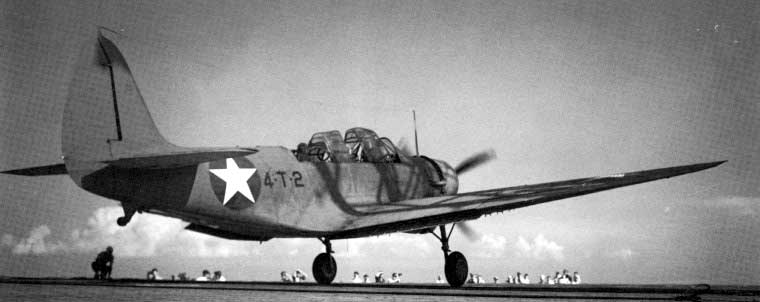
TBD-1 del VT-4 despegando del USS Ranger en 1942.

  - VT-2: usó 58 Devastator entre diciembre de 1937 y mayo de 1942.
  - VT-3: usó 71 Devastator entre octubre de 1937 y junio de 1942. Actuaron en la película de 1941 Dive Bomber.[7]
  - VT-4: usó 9 Devastator entre diciembre de 1941 y septiembre de 1942.
  - VT-5: usó 57 Devastator entre febrero de 1938 y junio de 1942.
  - VT-6: usó 62 Devastator entre abril de 1938 y junio de 1942.
  - VT-7: usó 5 Devastator entre enero de 1942 y julio de 1942.
  - VT-8: usó 23 Devastator entre septiembre de 1941 y junio de 1942.
  - VB-4: usó 3 Devastator entre diciembre de 1941 y enero de 1942.
  - VS-42: usó 3 Devastator entre diciembre de 1940 y diciembre de 1941.
  - VS-71: usó 8 Devastator entre diciembre de 1940 y junio de 1942.
  - VS-72: usó 2 Devastator en junio de 1941.
  - VU-3: usó 1 Devastator enero-mayo de 1940.
- Cuerpo de Marines de los Estados Unidos
  - VMS-2: usó 1 Devastator, BuNo. 1518, desde el 26 de marzo de 1941 hasta el 5 de junio de 1941, prestado por el VT-3.

## Historia operacional

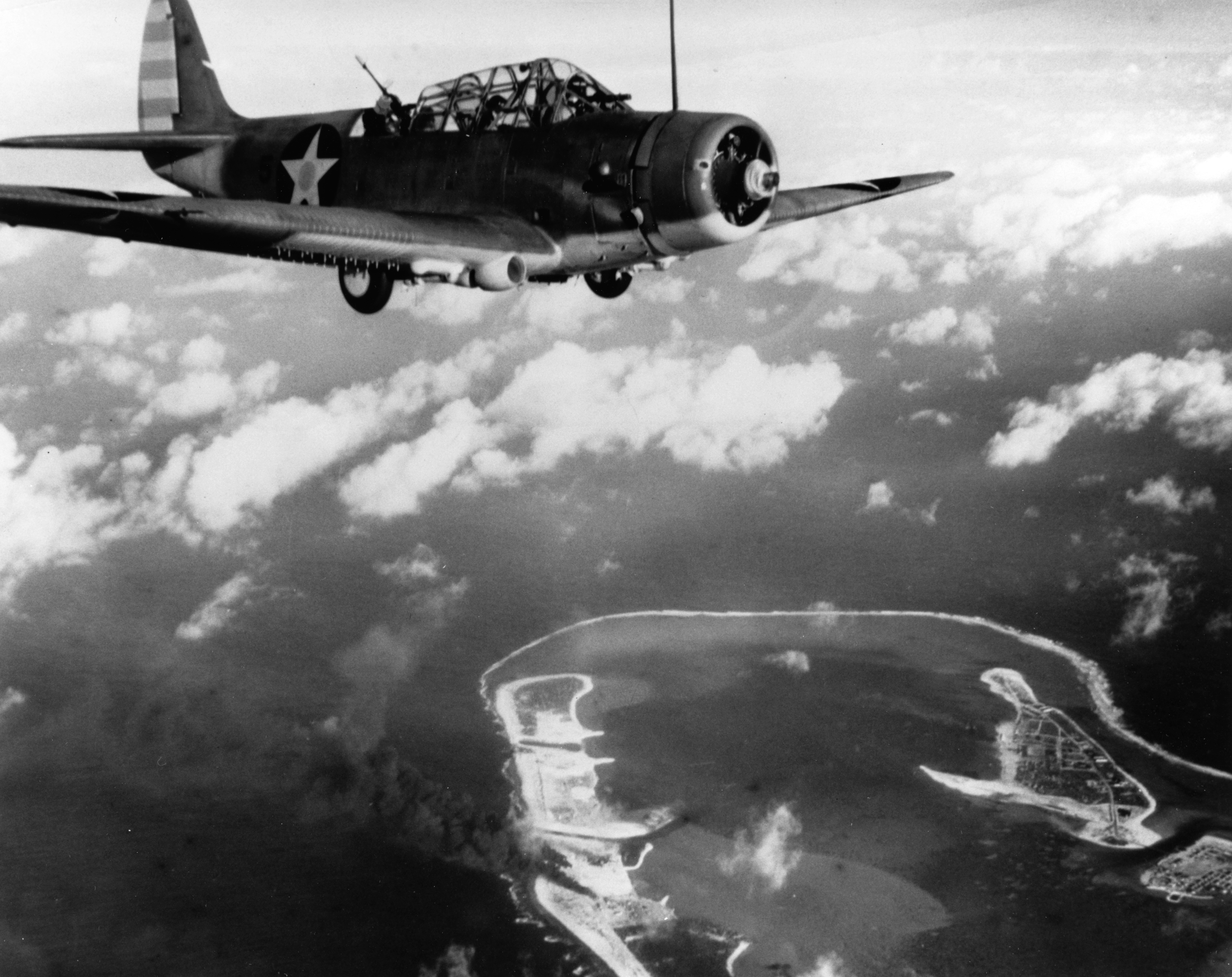
Un TBD del VT-6 tras atacar Wake Island, 24 de febrero de 1942.

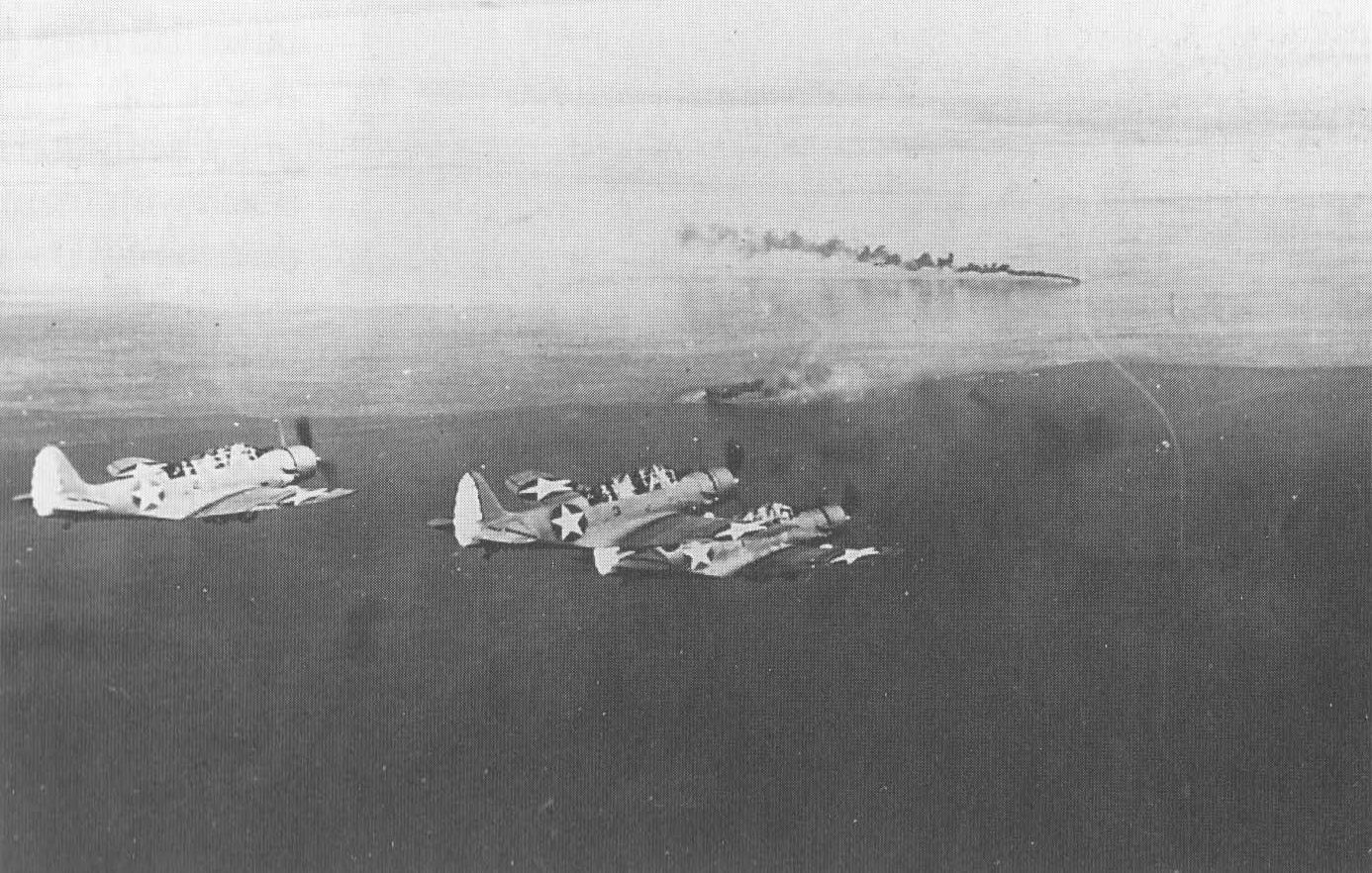
TBD del VT-5 sobre el Golfo Huon, 10 de marzo de 1942.

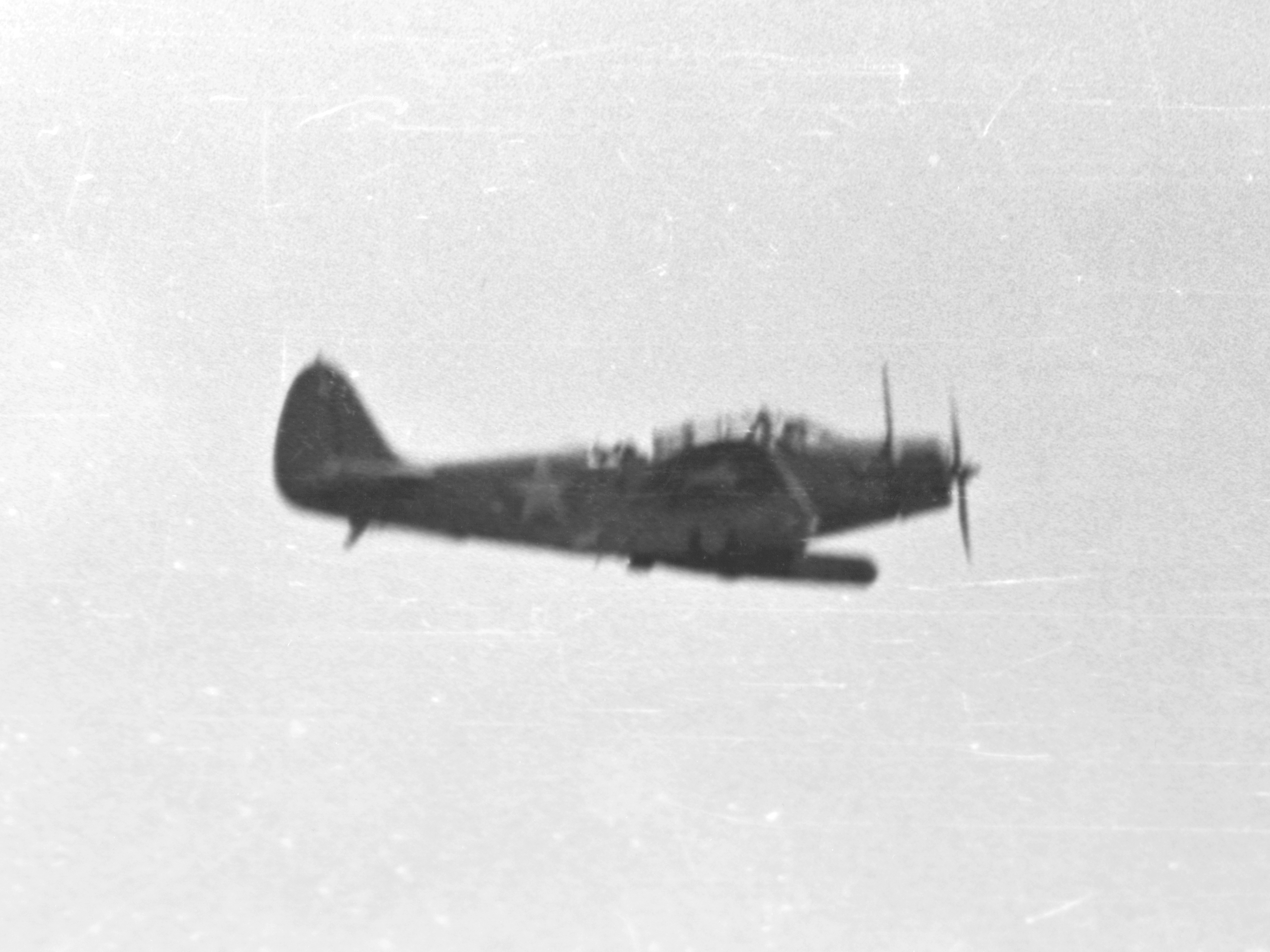
Un TBD-1 del VT-3 en ruta para atacar a la flota japonesa en Midway.

En los primeros días de la guerra del Pacífico, el TBD se desempeñó bien durante febrero y marzo de 1942, y en la batalla del Mar de Coral, en la que ayudó a hundir al portaaviones Shōhō.
Se descubrieron problemas con los torpedos Mark 13 en este momento. Muchos alcanzaban el objetivo pero no explosionaban; también tenían tendencia a coger más profundidad de lo debido, tardándose más de un año en corregir estos problemas. Estos problemas no habían sido solventados al inicio de la batalla de Midway, el 4 de junio de 1942. 41 Devastator, la mayor parte de los ejemplares que aún estaban en funcionamiento, fueron lanzados desde el Hornet, Enterprise y Yorktown para atacar a la flota japonesa. Su escolta perdió el contacto, y los TBD comenzaron sus ataques sin protección de caza. El lanzamiento de los torpedos requiere una larga y recta línea de ataque, haciendo a la aeronave vulnerable, además la lentitud de la aeronave la hizo blanco fácil para los Zeros A6M. Sólo cuatro TBD volvieron al Enterprise, ninguno al Hornet y sólo dos al Yorktown. Peor aún, ni un solo torpedo alcanzó su objetivo. Sin embargo, su sacrificio no fue en vano, ya que las acciones heroicas de los aviadores de los Devastator ese día, distrajeron a la cobertura aérea japonesa, además de que las escuadrillas japonesas tuvieron que recargar y rearmarse, oportunidad aprovechada por la posterior llegada de bombarderos Douglas SBD Dauntless, encabezados por el teniente comandante Wade McClusky. Tres de los cuatro portaaviones japoneses fueron fatalmente dañados en cuestión de minutos por los escuadrones de Dauntless.

### Obsolescencia
La Armada retiró inmediatamente a los TBD de las unidades de primera línea después de Midway. En cualquier caso, sólo quedaban 39 aviones. Permanecieron brevemente en servicio en el Atlántico, y en escuadrones de entrenamiento hasta 1944. El prototipo original terminó su carrera en la NAS Norman, Oklahoma, y el último en la Armada estadounidense fue utilizado por el Comandante de Actividades de la Flota Aérea de la Costa Oeste. Cuando su TBD fue desguazado en noviembre de 1944, no quedaron más. Ninguno sobrevivió a la guerra y nadie sabe de la existencia de alguno en tierra firme en la actualidad.
Para ser justos con el modelo, los nuevos TBF Avenger fueron igualmente inefectivos en 1942, perdiéndose cinco de los seis aviones en Midway. En la parte inicial de la Guerra del Pacífico, las pobres prestaciones de los torpederos estadounidenses se debieron tanto a la vulnerabilidad de los torpederos en general contra la artillería antiaérea y los cazas de defensa, además de la inexperiencia de los pilotos y la falta de cobertura aérea coordinada, como a los serios defectos de los torpedos, que no fueron detectados y corregidos hasta el otoño de 1943.

## Supervivientes

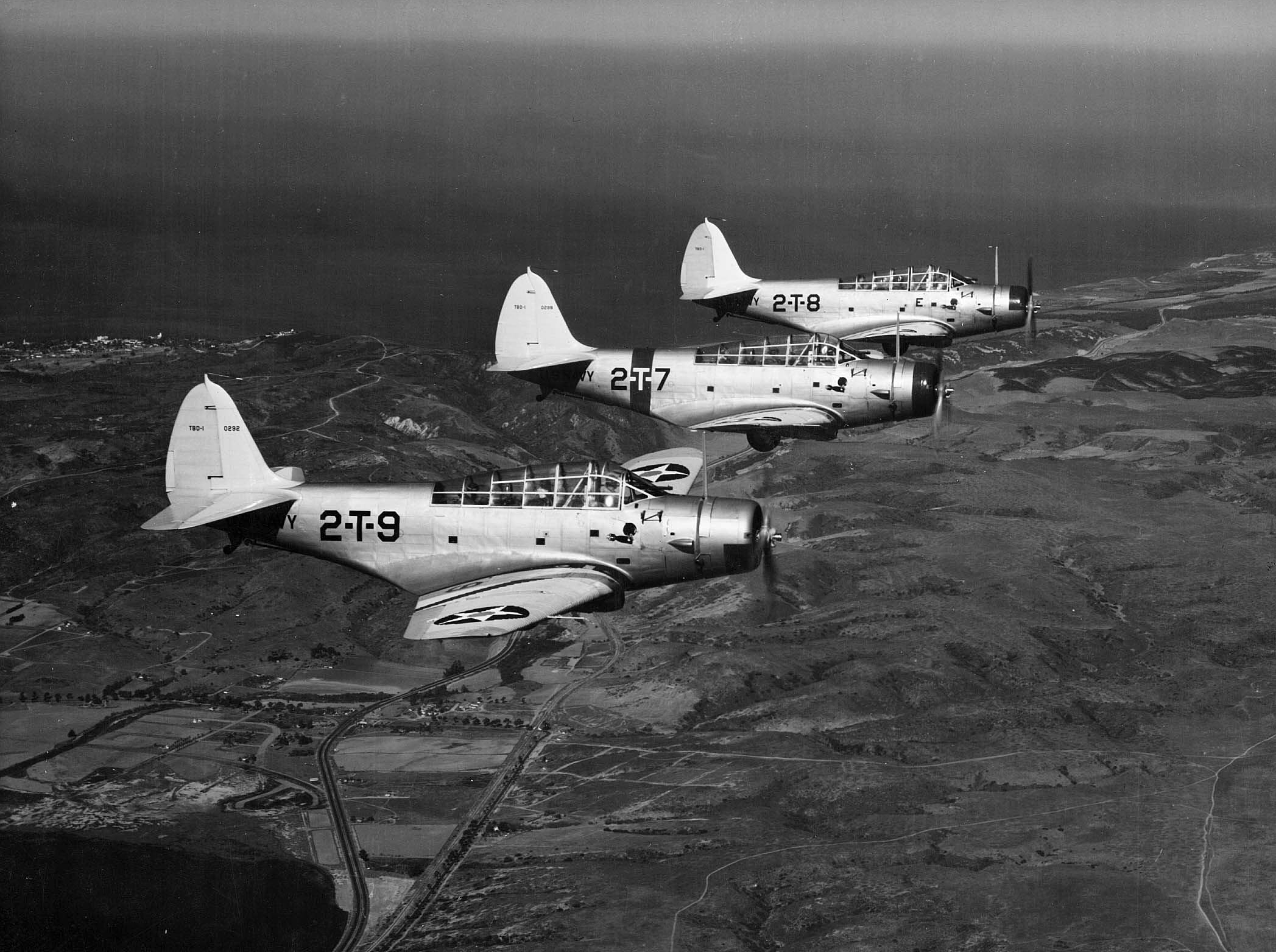
Escuadrilla de TBD-1

No hay ningún Devastator en ninguna colección privada, pública o museo. Muchos restos están siendo considerados para su restauración. Estos son los cuatro restos de aviones con mayores posibilidades de recuperación:
TBD-1, BuNo. 0298
"5-T-7", ex VT-5/USS Yorktown (CV-5), Jaluit, Islas Marshall.
TBD-1 BuNo. 0353
Miami-Opa Locka Executive Airport, Océano Atlántico, Miami, Florida.
TBD-1 BuNo. 1515
"5-T-6" ex VT-5/USS Yorktown (CV-5), Jaluit, Islas Marshall.
TBD-1 BuNo. 0377
"6-T-7" ex VT-2/USS Lexington (CV-2), Pacific Ocean, Mission Beach, California.

## Especificaciones técnicas (TBD-1)
Referencia datos: Devastator...The Not-so-Devastating TBD-1

### Características generales
- Tripulación: 3 (piloto, torpedero/operador de radio, artillero).
- Longitud: 10,67 m
- Envergadura: 15,24 m
- Altura: 4,6 m
- Superficie alar: 39,2 m² (422 ft²)
- Peso vacío: 2804 kg
- Peso cargado: 4473 kg
- Peso máximo al despegue: 4623 kg
- Planta motriz: 1× motor radial Pratt & Whitney R-1830-64 "Twin Wasp".
  - Potencia: 662 kW (888 HP; 900 CV)

### Rendimiento
- Velocidad máxima operativa (Vno): 331 km/h
- Alcance: 700 km con torpedo Mk XIII
- Techo de vuelo: 6000 m (19 685 ft)
- Régimen de ascenso: 3,7 m/s (728 ft/min)

### Armamento
- Ametralladoras: 

  - 1x ametralladora Browning M1919 de 7,62 mm en el morro ó
  - 1x ametralladora Browning M2 de 12,7 mm.
  - 1x ametralladora de 7,62 mm en cabina posterior.
- Bombas: 

  - 1x torpedo Mark XIII ó
  - 1x bomba de 454 kg ó
  - 2x bombas de 227 kg ó
  - 12x bombas de 45 kg

### Aviónica
- 1 mira de bombardeo Norden

## Aeronaves relacionadas

### Aeronaves similares
- Fairey Barracuda
- Great Lakes XTBG
- Grumman TBF Avenger
- Nakajima B5N
- Nakajima B6N
- Yokosuka B4Y

### Secuencias de designación

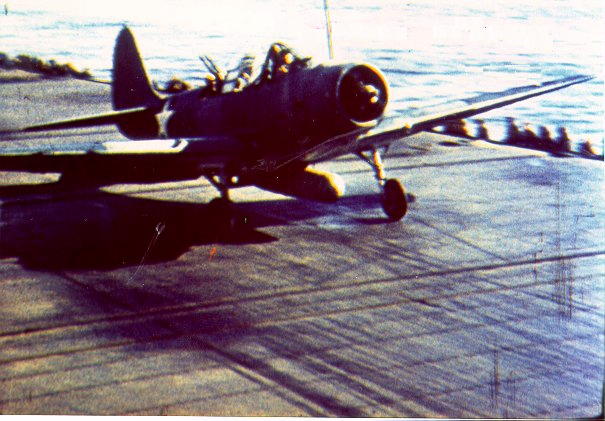
"T-16" del VT-8 (BuNo 1506, LCDR John C. Waldron, Horace F. Dobbs CRMP) despegando del USS, 4 de junio de 1942. Las ametralladoras dobles de 7,62 mm eran únicas del VT-8.

- Secuencia TB_D (Bombarderos-torpederos de la Armada estadounidense, 1935-1946 (Douglas, 1922-1962)): TBD - TB2D